# Shungwaya

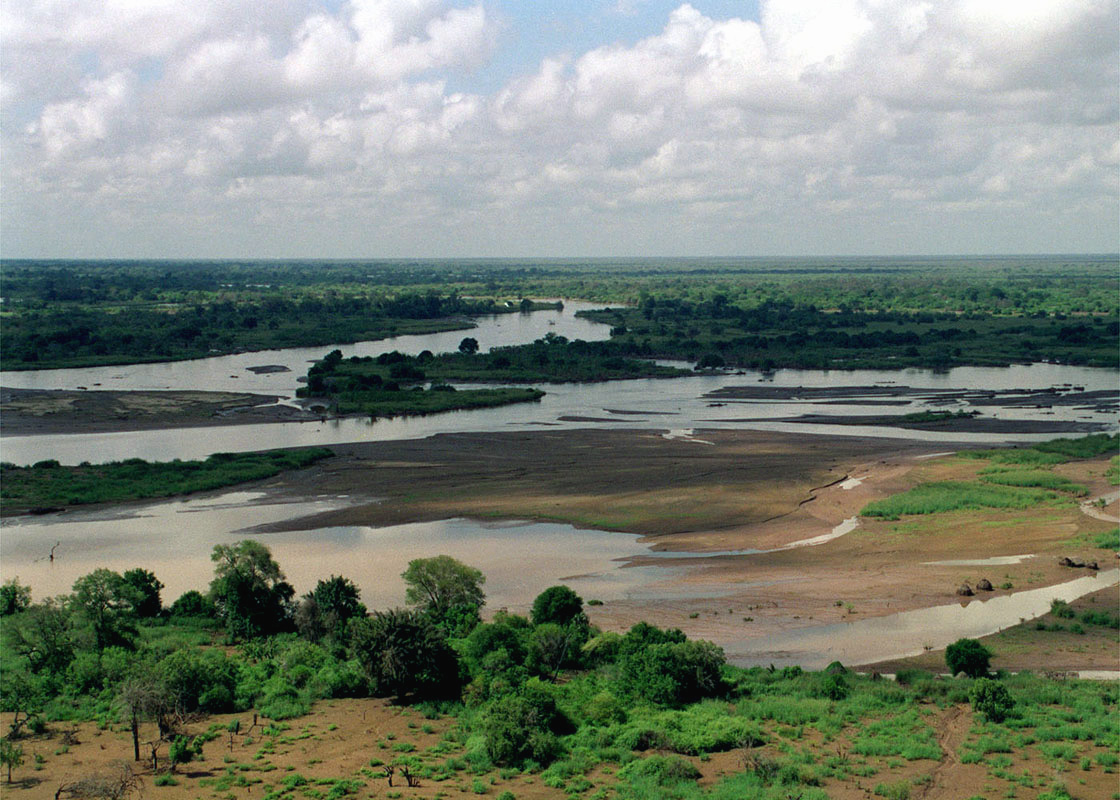
El mítico reino de Shungwaya se encontraba al norte del río Tana, Kenia

Shungwaya (también escrita Singwaya) es un territorio y pueblo mítico mencionado en las tradiciones de varias etnias del este de África. Con algunas diferencias de grafía el topónimo se encuentra en algunas cartografías de los siglos XVI y XVII como las de Van Linschotten (1596) y William Blaeu (1662). También fuentes chinas refieren a Shungwaya como una región africana de relevancia entre los siglos XII y XV. Para algunas culturas como la mijikenda se trata de su tierra madre de la que habrían emigrado en el siglo XVI en dirección al sur del río Tana.
Las excavaciones arqueológicas de V. L. Grottanelli (1955 y 1975) en el yacimiento de Burgabo (Port Durnford) sustentaron a partir de los restos de construcciones halladas la posible existencia real de una ciudad de las características de Shungwaya. Sin embargo las ruinas no posibilitaron un acuerdo historiográfico que acreditara tal identificación. Por otra parte las evidencias históricas y arqueológicas disponibles en el siglo XXI refutan la presunta migración mijikenda del siglo XVI desde Shunwaya. Además las tradiciones de gobierno interno de este  pueblo tampoco parecen estar relacionadas ni con el sistema de realeza ni con la religión islámica asociada con la tradición Shungwaya.

## Territorio
Tradicionalmente se situó la región de Shungwaya al norte del río Tana, a lo largo de la costa sobre el Océano Índico, limitando al sur con la frontera de Somalia y Kenia.

## Pueblo
En los relatos de grupos étnicos como el taita, chagga, shambaa y kikuye, Shungwaya también es un étnónimo que designa a un ancestro común. Al igual que en el caso de los estudios de Shungwaya como topónimo la historiografía tiende a desacreditar el origen común en este pueblo mítico con las mismos fundamentos, al no exhibir estos pueblos las tradiciones de la realeza centralizada y el islam asociadas con Shungwaya.